# Jorge III da Geórgia
Jorge III, da Dinastia Bagrationi, foi o rei da Geórgia de 1156 a 1184. Foi durante o seu reinado que se deu a Idade de Ouro da Geórgia, período na Idade Média em que a Geórgia atingiu seu ponto máximo em relação a poder e desenvolvimento.

## Vida
Ele teve sucesso com a morte de seu pai, Demétrio I, em 1156. Ele mudou a política defensiva de seu pai para uma mais agressiva e retomou a ofensiva contra os governantes seljúcidas vizinhos na Armênia. No mesmo ano em que ascendeu ao trono, Jorge lançou uma campanha bem-sucedida contra os xás da Armênia. Pode-se dizer que os xás da Armênia participaram de quase todas as campanhas empreendidas contra a Geórgia entre 1130 e 1160. Além disso, xás da Armênia recorreu à ajuda de feudais georgianos insatisfeitos com os monarcas georgianos e deu-lhes asilo.
Em 1156, a população cristã de Ani levantou-se contra o emir Facradim Xadade, um vassalo de Jorge III, e entregou a cidade ao seu irmão Fadle ibne Mamude. Mas Fadle também aparentemente não conseguiu satisfazer o povo de Ani, e desta vez a cidade foi oferecida a Jorge III, que aproveitou esta oferta e subjugou Ani, nomeando o seu general Ivane Orbeli como seu governante em 1161. Uma coligação que consiste do governante de Aquelate, o xá Soquemene II, do governante de Diarbaquir, Cobadim Ilgazi, Almaleque de Erzerum e outros foram formados assim que os georgianos tomaram a cidade, mas estes últimos derrotaram os aliados. Ele então marchou contra um dos membros da coalizão, o rei de Erzurum, e no mesmo ano, 1161, derrotou-o e fez-o prisioneiro, mas depois libertou-o mediante um grande resgate. A captura de Ani e a derrota das forças saltúquidas permitiram ao rei georgiano marchar sobre Dúbio. No ano seguinte, em agosto/setembro de 1162, Dúbio foi temporariamente ocupada e demitida, a população não-cristã foi saqueada e as tropas georgianas voltaram para casa carregadas de butim. O rei nomeou Ananias, membro da nobreza feudal local, para governar a cidade.
Uma coalizão de governantes muçulmanos liderada por Ildeniz, governante de Azerbaijão e algumas outras regiões, embarcou em uma campanha contra a Geórgia no início de 1163. Ele foi acompanhado pelo xá armeno Soquemene II, Aque Suncur, governante de Maraga, e outros. Com um exército de 50 000 soldados marcharam sobre a Geórgia. O exército georgiano foi derrotado. O inimigo tomou a fortaleza de Gagui, devastou até a região de Gagui e Guelarcunique, apreendeu prisioneiros e saques e depois mudou-se para Ani. Os governantes muçulmanos estavam exultantes e prepararam-se para uma nova campanha. No entanto, desta vez eles foram impedidos por Jorge III, que marchou para Arrã no início de 1166, ocupou uma região que se estendia até Ganja, devastou as terras e voltou com prisioneiros e butim. Em 1167, Jorge III marchou para defender seu vassalo xá Agueçartã de Xirvã contra os ataques Khazar e quipechaques e fortaleceu o domínio georgiano na área.
Parecia não haver fim para a guerra entre Jorge III e o atabegue Eldiguz. Mas os beligerantes estavam tão exaustos que Eldiguz propôs um armistício. Jorge não teve escolha a não ser fazer as pazes. Ele devolveu Ani aos seus antigos governantes, os xadádidas, que se tornaram seus vassalos. Os xadádidas governaram a cidade por cerca de 10 anos, mas em 1174 o rei Jorge tomou Xainxá ibne Mamude como prisioneiro e ocupou Ani mais uma vez. Ivane Orbeli, foi nomeada governadora da cidade. Ao longo deste período, o exército georgiano foi repleto de voluntários arménios, participando entusiasticamente na libertação do seu país.
Em 1177, os nobres do reino tentaram substituir Jorge pelo seu sobrinho Demna. Sendo filho do falecido irmão mais velho de Jorge III, Davi V, Demna foi considerado por muitos como um legítimo pretendente ao trono georgiano. Aproximadamente 30 mil forças rebeldes sob o comando do sogro de Demna, Ivane Orbeli, fortaleceram suas posições na cidadela de Lore. Ivane decidiu solicitar ajuda aos reinos vizinhos. Em particular, solicitaram ajuda aos xás armenos e eldigúzidas, mas nenhuma assistência foi recebida. Jorge III conseguiu esmagar a revolta e embarcou numa campanha de repressão aos desafiadores clãs aristocráticos; Demna foi cegado e castrado e a maioria de seus sogros assassinados. Ivane Orbeli foi condenado à morte e os membros sobreviventes de sua família foram expulsos da Geórgia. Sérgio I Mecargrzeli foi nomeado governador de Ani.
Em 1178, Jorge III nomeou sua filha e herdeira Tamar como cogovernante para evitar qualquer disputa de sucessão. Quando ele morreu em 1184, ela continuou como única governante. Ele foi enterrado no Mosteiro de Guelati, oeste da Geórgia.